# Base aérienne de Chtchoutchyn
La base aérienne de Chtchoutchyn (en biélorusse Щучин) est une base aérienne en Biélorussie située à Chtchoutchyn, Voblast de Hrodna. 
La base a été créée en 1939 et le 132e escadron de chasse équipé en Il-16 y fut stationné.

## Situation
| Minsk-2 Orcha Brest Homiel · Gomel Hrodna · Grodno Mahiliow · Moguilev Zyabrovka Lida Baranavitchy Borovitsy Matchoulichtchi Chtchoutchyn |